# 舍韋利夫卡
49°20′47″N 36°44′42″E / 49.34639°N 36.74500°E
舍韋利夫卡（羅馬化：Shevelivka）是位於烏克蘭東部哈爾科夫州伊久姆區巴拉克利亚市镇的村莊。該村始建於1731年，面積2.01平方公里，海拔高度110米，2001年人口1,137，人口密度每平方公里567.1人。